# Buffons ara
Buffons ara (Ara ambiguus, synoniem: Ara ambigua) is een vogel uit de orde der papegaaiachtigen. De vogel werd in 1811 door  Johann Matthäus Bechstein geldig beschreven.

## Uiterlijk
Buffons ara is met een lengte van tussen de 85 tot 90 centimeter en een gewicht van ongeveer 1,3 kilogram een van de grootste papegaaiensoorten ter wereld en de grootste in hun leefgebied. Het verenkleed van de vogel is overwegend groen. Het voorhoofd is rood. De punten van de vleugel, bovenkant van de staart en de onderrug zijn vaalblauw. De staart is roodbruin en aan de punten van de staart blauw. De kale huid rondom de ogen is roze van kleur met donkere lijnen. Deze donkere lijnen zijn korte veertjes welke de lijnen kleuren. Naarmate de papegaai ouder wordt, kleuren deze veren roodbruin. Bij de vrouwtjes zijn deze veertjes ongeacht de leeftijd meestal roodbruin.

## Verspreiding en leefgebied
De vogel komt voor in Midden- en Zuid-Amerika. De vogel wordt aangetroffen in Honduras, Nicaragua, Costa Rica, Panama, Colombia en Ecuador. Hij leeft voornamelijk in de vochtige laaglanden en aan de voeten van heuvels. Hij komt voor tot op hoogtes van 600 meter. Rondom Darién, een gebied aan de grens met Panama en Colombia, wordt hij soms zelfs tot op hoogtes van 1500 meter aangetroffen.
De soort telt twee ondersoorten:
- A. a. ambiguus: van oostelijk Honduras tot noordwestelijk Colombia.
- A. a. guayaquilensis: westelijk Ecuador.

## Voedsel
Het voedsel van deze vogel bestaat voornamelijk uit fruit van de wilde amandelbomen Dipteryx panamensis in Centraal America of de Cavanillesia plantanifolia in het meer zuidelijke deel van zijn leefgebied. Ook eet de vogels noten en in sommige delen van hun leefgebied worden de bloemen van orchideeën gegeten.

## Voortplanting
De nesten van de vogels worden gebouwd in een boomholte van de Dipteryx panamensis of de Cavanillesia plantanifolia. De vogel broed in de periode van juni tot en met november. Het vrouwtje legt meestal 2 tot 3 eieren welke na ongeveer een maand broeden uitkomen. Na zo'n honderd dagen verlaten de jongen vervolgens het nest.

## Status
Helaas ondergaat deze vogel net zoals veel andere Ara-soorten hetzelfde lot en staat ook hij op de Rode Lijst van de IUCN. Het verdwijnen van natuurlijke leefgebieden en handel in exotische dieren behoort tot de belangrijkste oorzaken tot de afname van het bestand. In diverse Nationale parken zijn de dieren echter veilig. In Costa Rica is er vanwege de aanwezigheid van deze vogel zelfs een nationaal park opgericht, het Maquenque National park. De totale populatie werd in 2016 geschat op 1000 tot 2500 volwassen individuen.

## Afbeeldingen

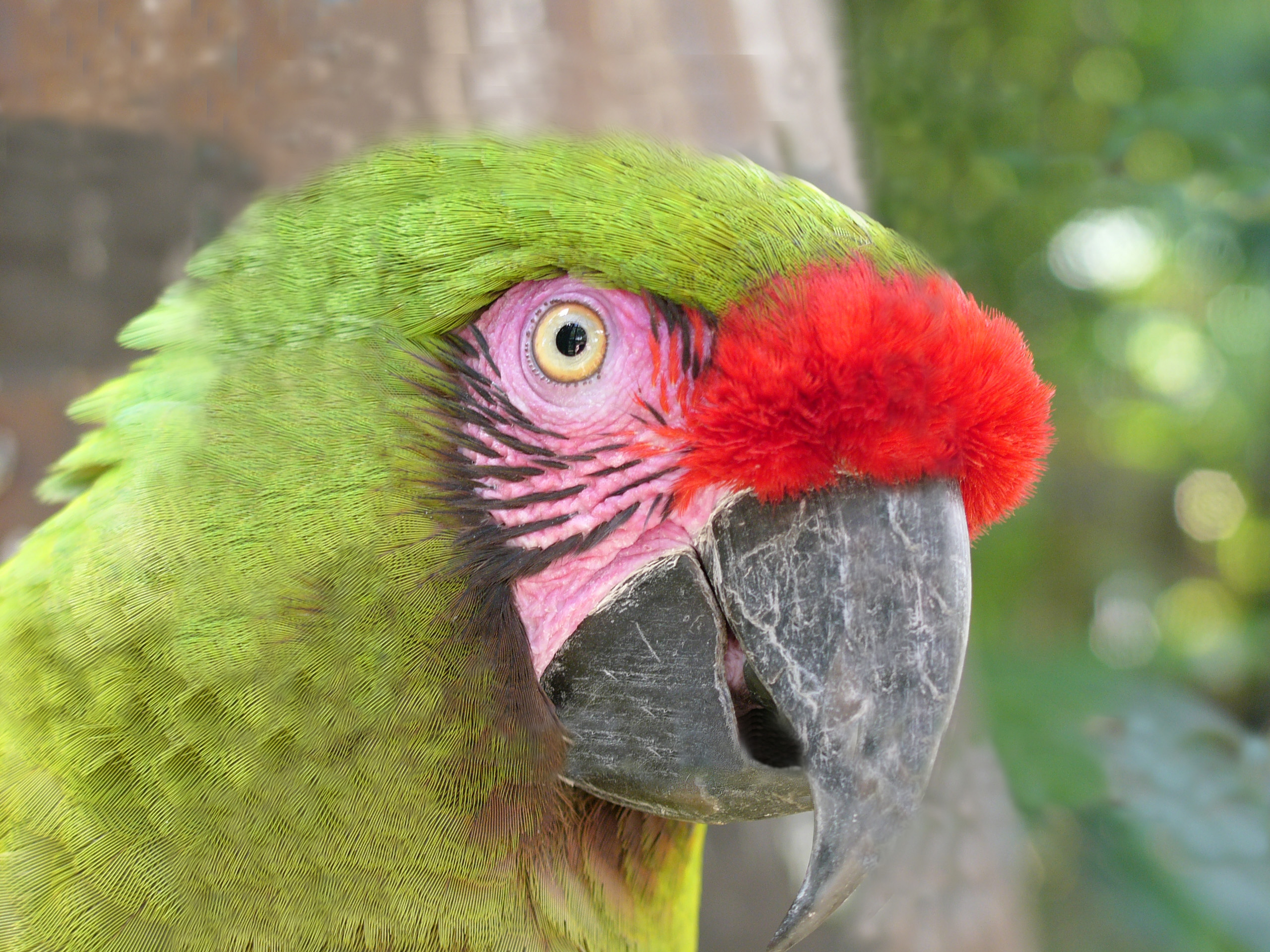
Buffons ara
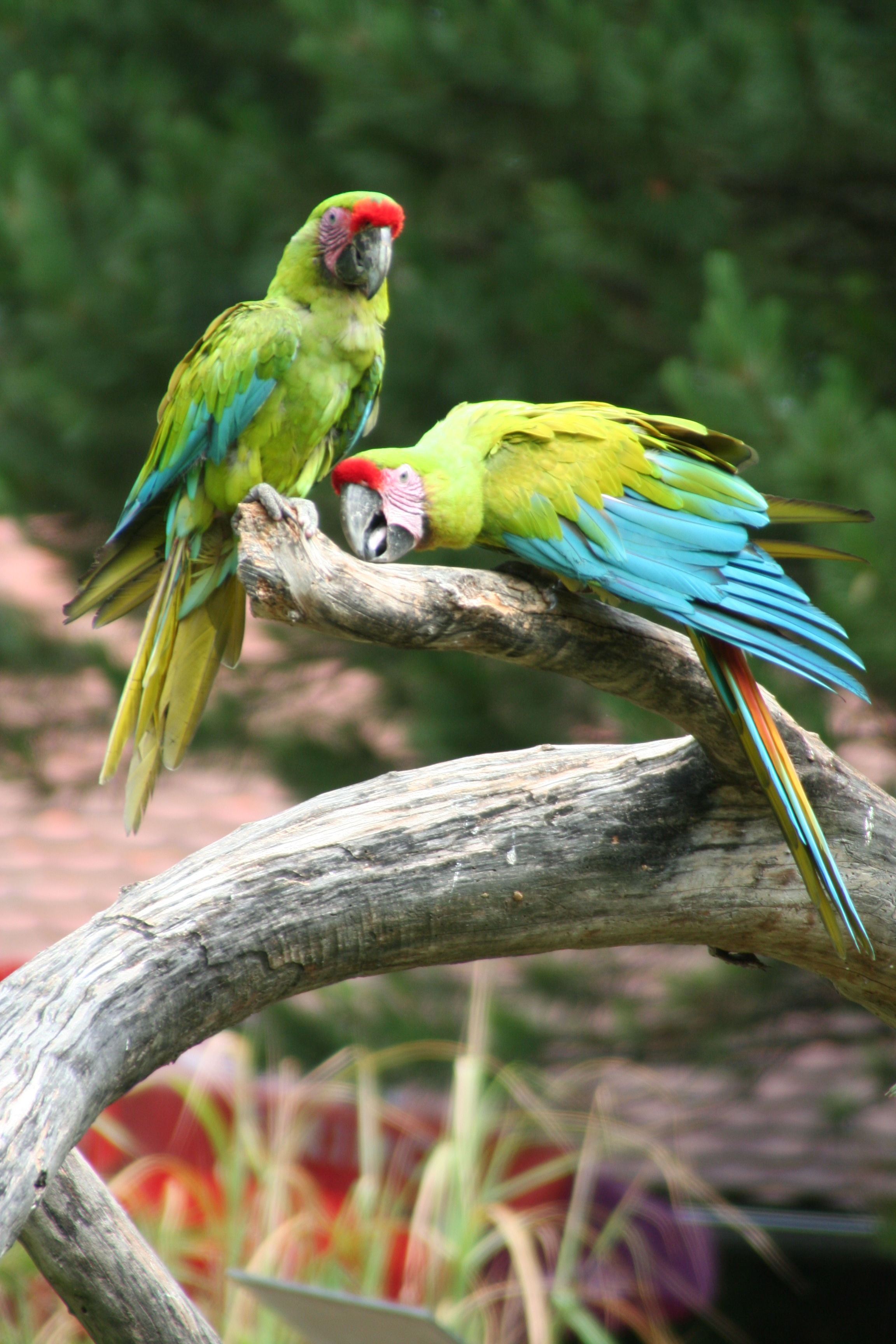
Buffons ara's
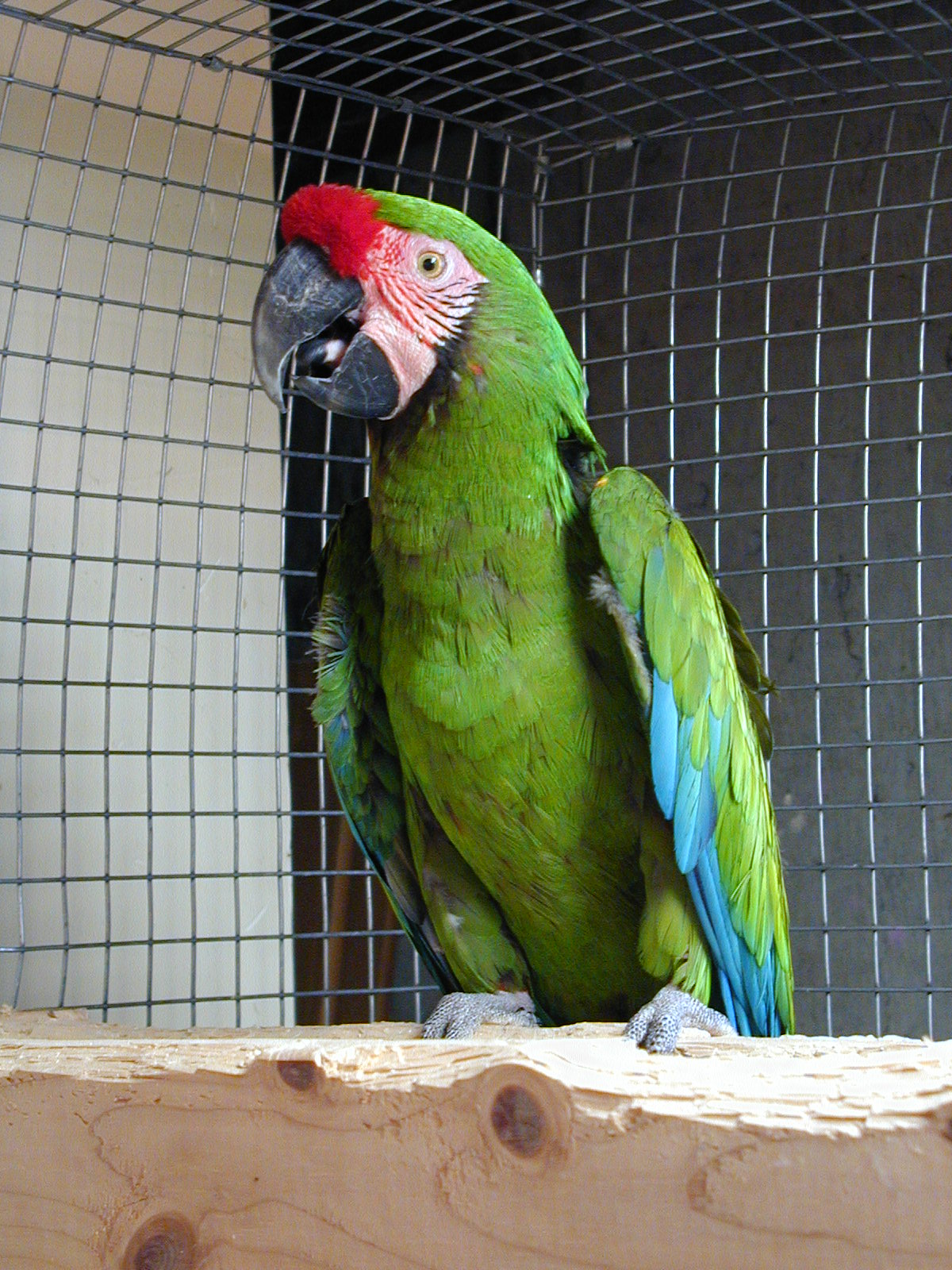
In gevangenschap